# Plogonnec
 Plogonnec  (en bretón Plogoneg) es una población y comuna francesa, en la región de Bretaña, departamento de Finisterre, en el distrito de Quimper y cantón de Douarnenez.

## Demografía
| 2 175 | 2 200 | 2 036 | 2 305 | 2 687 | 2 666 | 2 761 | 2 832 | 2 905 | 2 848 | 2 944 | 2 844 | 2 874 | 2 919 | 3 003 | 3 135 | 3 173 | 3 272 | 3 361 | 3 365 | 3 096 | 3 021 | 2 903 | 2 670 | 2 720 | 2 407 | 2 299 | 2 270 | 2 708 | 2 888 | 3 073 | 2 806 | 3 034 |
| Para los censos de 1962 a 1999 la población legal corresponde a la población sin duplicidades (Fuente: INSEE [Consultar]) |       |       |       |       |       |       |       |       |       |       |       |       |       |       |       |       |       |       |       |       |       |       |       |       |       |       |       |       |       |       |       |       |